# Доктуровский, Владимир Семёнович
Влади́мир Семёнович Доктуро́вский (6 [18] ноября 1884, Николаев, Российская империя — 20 марта 1935, Москва) — российский и советский учёный-ботаник и палеонтолог, профессор. Занимался Болотоведением, палеоботаникой и четвертичной геологией.

## Краткая биография
Родился 6 (18) декабря 1884 года в семье священника и законоучителя Александровского реального училища Семёна Максимовича Доктуровского. (Его восприемником был родственник — священник Кашперо-Николевки Степан Максимович Доктуровский).
После окончания гимназии поступил на физико-математический факультет Московского университета, который окончил в 1907 году.
В 1908 году он поступил на службу в Переселенческое управление и в Санкт-Петербургский ботанический сад. Совершил две экспедиции по Амурской области.
С 1912 года начал заниматься изучением болот; работая на Минской болотной станции, он установил связь между растительным покровом, водным режимом и геологическим строением болот, химическим составом торфа.
В 1912—1915 годах работал ботаником в Полесских мелиоративных партиях, читал лекции по ботанике и естественной истории болот. С 1915 года Доктуровский заведовал ботаническим кабинетом торфяной части Отдела земельных улучшений Департамента земледелия, позднее Наркомзема.
С 1918 года работал в Москве: заведующий Геоботаническим отделом и геоботаническим кабинетом Научно-экспериментального торфяного института (Инсторф) (1922—1930) и преподаватель ряда вузов.
С 1928 года — профессор Московской горной академии, заведующий кафедрой болотоведения, читал курс болотоведения и ботаники. Жил на Арбате, в доме № 51.
С 1930 года заведовал кафедрой исследования болот в Московском торфяном институте.
Скончался 20 марта 1935 года в Москве. Урна с прахом захоронена в колумбарии Донского кладбища.

## Научная деятельность
Доктуровский ввёл в практику метод пыльцевого анализа и изучения состава и распределения пыльцы древесных растений в торфе и других содержащих её осадках, создал первый атлас пыльцы в торфе. Часть его работ посвящена вопросам стратиграфии болот, растительности межледниковых отложений, погребенным торфяникам. За работы по изучению болот В. С. Доктуровский был удостоен в 1924 году золотой медали Русского географического общества. Доктуровский вместе с В. Н. Сукачёвым был основоположником в России метода спорово-пыльцевого анализа образцов торфа.

### Членство в организациях
- Русское ботаническое общество
- Комиссия по изучению четвертичного периода

### Труды
- Болота, строение и развитие их. — 1915
- Болота и торфяники, развитие и строение их. — М., 1922
- Из истории образования и развития торфяников СССР.
- Межледниковый торфяник у Галича // Изв. научн.-эксп. торф. ин-та. — 1923. — № 5.
- Метод анализа пыльцы в торфе // Изв. научн.-эксп. торф. ин-та. — 1923. — № 5.
- К истории образования и развития торфяников России // Торф. дело. — 1924. — № 2.
- О межледниковых флорах СССР // Почвоведение. — 1930. — № 1—2.
- О некоторых особенностях строения болот Средней России.
- Торфяные болота. Происхождение, природа и особенности болот СССР. — 2-е изд.. — М.—Л., 1935.